# Борбин
Борбин — село в Україні, у Острожецькій сільській громаді Дубенського району Рівненської області. Дворів — 223. Населення — 960 осіб.

## Історія та сьогодення
Село під назвою Борбин згадується в слов'янських літописах XV століття. Вважається, що назва села має топографічний характер, «бор», «бил», адже село в давнину було оточено непрохідними, дрімучими лісами.

Вперше село з такою назвою згадане 1499 року. Перша документована форма назви села була (Б)орь бринь. Найімовірніше, вона сприймається як укорочене ім'я (Борис, Боря, Борислав) з компонентом «бра»(брати) — бор і бра.

Цікаво, що в 1886 році при в'їзді в село стояли два муровані стовпи з написом, що в селі проживає 101 чоловік і 99 жінок, а дворів було 33.

До 1911 року кількість населення зросла: в селі проживало 470 осіб, дворів стало — 470(?). Село Борбин належало до Малинської волості, Дубенського повіту, Волинської губернії.
Під час Першої світової війни лінія фронту проходила одразу за селом тому усе населення було евакуйоване. Будівлі, які не були розібрані для побудови лінії оборони, згоріли. Згоріла і дерев'яна церква в ім'я Собору Пресвятої Богородиці (зведена в 1773 році, відновлена в 1860 році).
7 (20) листопада 1917 року, відповідно до Третього Універсалу Української Центральної Ради, увійшло до складу Української Народної Республіки.

У 1940 році дрібні селянські господарства вимушено об'єдналися у колгосп ім. Котовського, головою якого був Семен Дорошевич. У довоєнний період в селі було створено машинно-тракторну станцію (МТС), відкрито початкову школу.
Під час німецької окупації, яка тривала з 27 червня 1941 по 12 лютого 1944 року, 12 мирних жителів загинуло, 20 осіб вивезено на примусові роботи до Німеччини. В 1942 році в селі було побудовано нову дерев'яну церкву Успіння Пресвятої Богородиці, за сприяння інженера-будівельника Івана Солов'я (похоронений на подвір'ї церкви).
Сільгоспартіль ім. Верховної Ради (голова Федір Сусол) було створено одною з останніх на теренах району, в 1950 році. У 1955 році Борбин став бригадним селом колгоспу ім.. Дзержинського.
У 1956 році розпочали будівництво приміщення школи (до цього діти навчалися в орендованих хатах), у якій було сім класів.
У 1990 році в с. Борбині відкрилася середня школа, приміщення якої згодом добудували.
12 червня 2020 року, відповідно до розпорядження Кабінету Міністрів України № 722-р від «Про визначення адміністративних центрів та затвердження територій територіальних громад Рівненської області», увійшло до складу Острожецької сільської громади.
19 липня 2020 року, в результаті адміністративно-територіальної реформи та ліквідації Млинівського району, село увійшло до складу Дубенського району.

## Населення

### Мова
Розподіл населення за рідною мовою за даними перепису 2001 року:
| Мова            | Кількість | Відсоток |
| --------------- | --------- | -------- |
| українська      | 864       | 99.54%   |
| російська       | 3         | 0.34%    |
| інші/не вказали | 1         | 0.12%    |
| Усього          | 868       | 100%     |

## Органи влади
До 2016 село було підпорядковано Уїздецькій сільській раді [Архівовано 2 квітня 2015 у Wayback Machine.].

Сільський голова — Троцюк Анатолій Степанович (2015 рік).

## Освіта
Борбинська загальноосвітня школа І-ІІІ ст.

Тут навчається 245 учнів, працює 26 вчителів.

## Культура
- Клуб села Борбин
- Публічно-шкільна бібліотека села Борбин

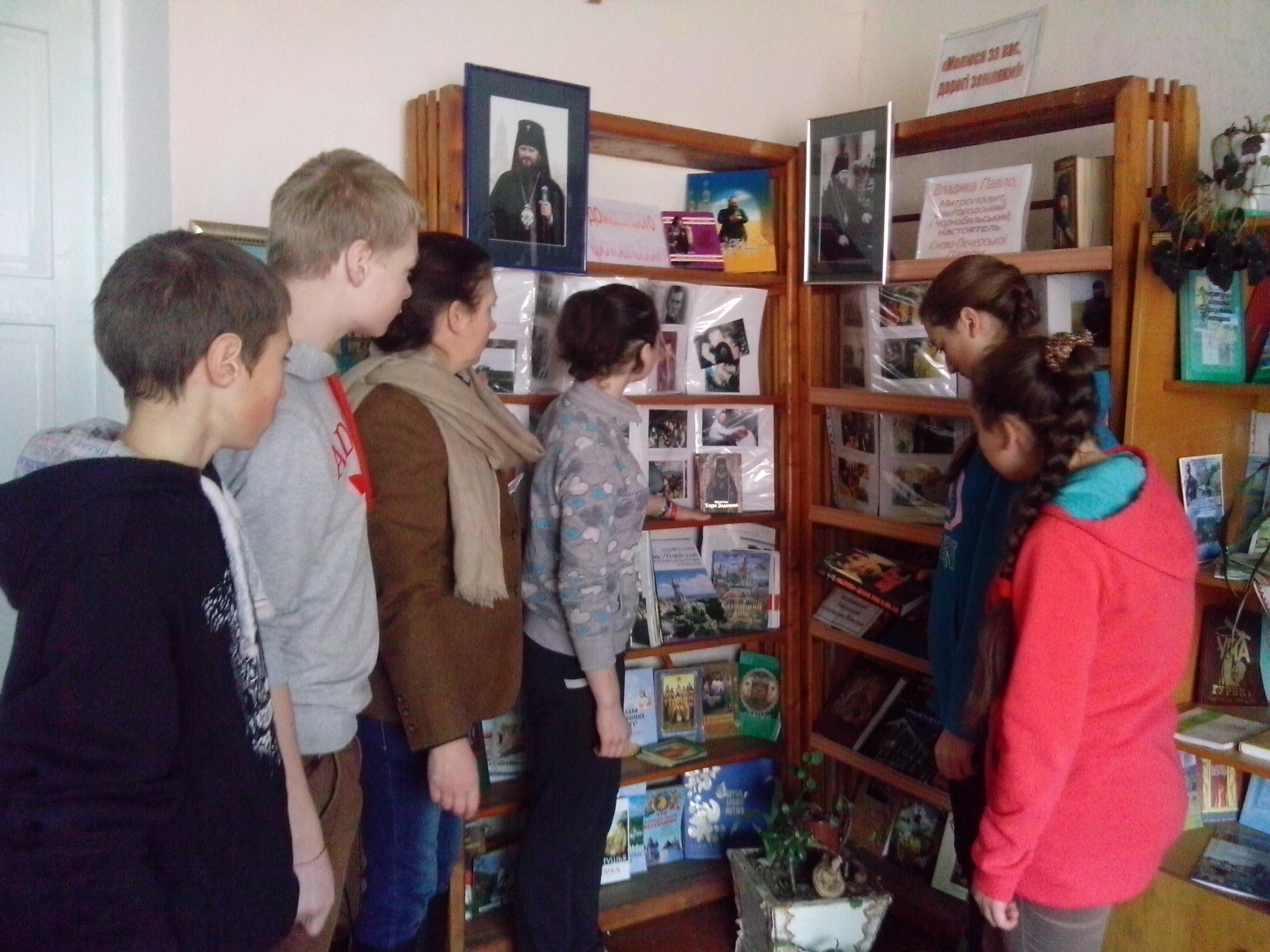
Знайомство з матеріалами виставки

Першу хату-читальню в селі Борбин відкрили в 1948 році в орендованій кімнаті хати Федора Сусла. Завідувала бібліотекою Ольга Іванівна Шморог (Гришко). Її сім'я (мама і дві дочки) переїхала до Борбина із східних областей України під час голодомору 1947 року.

У 1950 році для бібліотеки було орендовано частину хати Оліндухи Бутової. Книги читачам видавав Олександр Артемович Козел — місцевий мешканець, фронтовик, який демобілізувався з лав Радянської Армії.

У 60-х роках бібліотеку перевели в хату, яку громада села побудувала для священника. Вона складалась з двох маленьких кімнат і сіней, опалювалась грубкою. Тут, за направленням, працювали кілька дівчат-випускниць Дубенського культосвітнього училища.

В 1977 році було збудовано нове, просторе приміщення бібліотеки. Для дитячого фонду виділили окрему кімнату, з'явився просторий читальний зал. В 1979 році на роботу в бібліотеку села Борбин прийшла Софія Никонівна Бутова, яка віддала бібліотечній справі понад 15 років. 

В 1983 році було побудовано приміщення клубу у трьох невеличких кімнатах якого розмістилась бібліотека, а в колишньому приміщенні книгозбірні відкрили сільський музей 

В 2002 році в ході реорганізації бібліотечної системи шкільні та сільські бібліотеки було об'єднано. Публічно-шкільна бібліотека розташувалась в приміщенні школи, завідувачкою стала Оксана Василівна Назарчук.

На даний час бібліотека обслуговує 520 користувачів, фонд нараховує понад 11 тисяч примірників. До послуг користувачів читальний зал, дитячий куточок, вітрини з книжковими виставками.

## Медицина
Фельдшерсько-акушерський пункт с. Борбин

## Зв'язок
- Поштове відділення Укрпошти. Індекс: 35182
- У селі встановлено та працює "вишка" мобільного зв'язку оператора Київстар

## Релігія
- Дім молитви християн віри Євангельської
- Свято-Успенська церква Української Православної Церкви Московського Патріархату

## Уродженці села
- Павло (Лебідь) — Митрополит Чорнобильський і Вишгородський, настоятель Києво-Печерської Лаври.
- Полицяк Петро Петрович (1992—2015) — солдат Збройних сил України, «кіборг».
- Синюк Микола Петрович — єпископ Церкви Християн Віри Євангельської, директор місії «Голос надії».

## Рослинний світ
Село Борбин, що знаходиться в Рівненській області, розташоване в мальовничому регіоні України, де природні умови сприяють багатству рослинного світу. Це Поліська низовина, яка характеризується родючими ґрунтами, рівнинними територіями і достатньою кількістю опадів, що сприяє розвитку різноманітної рослинності.

### Характеристика рослинного світу Борбина
1. Ліси та лісосмуги:
  - Листяні ліси: Основними видами дерев у місцевих лісах є дуб, клен, липа, береза, осика, граб. У лісових масивах можна знайти також підлісок із кущів ліщини, бузини чорної, шипшини. Широко в них  поширені багато видів грибів, наприклад опеньки осінні, та підберезники.
  - Хвойні ліси: Подекуди зустрічаються сосни, що є характерним для Полісся. Соснові ліси створюють особливий мікроклімат і служать захистом для багатьох тварин.
2. Луки та пасовища:
  - Борбин розташований у зоні луків і пасовищ, які рясніють багаторічними травами. Найпоширенішими є тимофіївка, конюшина, осока, пирій. Ці трави використовуються для випасу худоби та заготівлі сіна.
3. Водойми та прибережна рослинність:
  - У селі є водойми (річки, ставки), які формують специфічні екосистеми. Уздовж берегів водойм ростуть очерет, рогіз, осоки, верби. Ця прибережна рослинність важлива для стабілізації берегів і створення умов для життя водних птахів та риб.
4. Сільськогосподарські угіддя:
  - Оскільки село має аграрне значення, значну частину території займають сільськогосподарські поля, де вирощуються зернові культури (пшениця, жито, овес), а також картопля, кукурудза, овочі та інші культурні рослини.
5. Дикорослі рослини:
  - У прилеглих до села територіях можна знайти різні дикорослі трави, які використовуються в народній медицині. Наприклад, звіробій, ромашка, мати-й-мачуха, деревій, кропива, подорожник.

### Природне середовище
Завдяки сприятливим умовам для розвитку рослинності, природні ландшафти навколо Борбина забезпечують екологічну стабільність і підтримують біорізноманіття. Місцеві луки, лісосмуги та водойми є важливими елементами екосистеми, що підтримують традиційний сільський спосіб життя.

## Тваринний світ
Тваринний світ Борбина, як і загалом Рівненської області, досить різноманітний. Завдяки помірно-континентальному клімату та наявності лісів, лук і водойм, тут можна зустріти різні види тварин.
Ось кілька представників фауни, характерних для цієї місцевості:
1. Ссавці:
  - Олень благородний та косуля — можна зустріти у лісах та на полях.
  - Кабан дикий — трапляється у лісистих і болотистих місцевостях.
  - Заєць-русак — мешкає на відкритих територіях, таких як поля та луки.
  - Лисиця — активний хижак, зустрічається у лісах і сільськогосподарських угіддях.
  - Єнотоподібний собака та борсук — нічні тварини, що віддають перевагу лісам та чагарникам.
2. Птахи:
  - Лелека білий — символ України, часто гніздиться на дахах сільських будинків.
  - Сойка та сова сіра — типовий мешканець лісів.
  - Фазан — інтродукований вид, можна зустріти на полях та в чагарниках.
  - Шпак, ластівка, сорока, шуліка, горобці та голуб — поширені в сільських і міських умовах.
3. Плазуни та амфібії:
  - Ящірка прудка — трапляється на сонячних луках і узліссях.
  - Вуж звичайний — поширений біля водойм і на вологих луках.
  - Жаба озерна та тритон звичайний — зустрічаються у ставках, річках та інших водоймах.
4. Комахи:
  - Метелик капусниця, сонечко, ведмедка (вовчок), хрущі та бджола медоносна — типовий представник сільськогосподарських угідь.
  - Комарі, ґедзі та інші комахи мешкають у болотистих районах і поблизу водойм.

Це лише деякі з представників тваринного світу Борбина та його околиць. Біорізноманіття зумовлене природними умовами, характерними для рівнинної частини України.